# Гомелаури, Вахтанг Иванович
Вахтанг Иванович Гомелаури (груз. ვახტანგ ივანეს ძე გომელაური; 1914—1995) — советский и грузинский учёный в области теплофизики и энергетики, доктор технических наук (1964), профессор (1965), академик АН Грузинской ССР (1979). Академик-секретарь Отделения прикладной механики и процессов управления АН Грузинской ССР (1983—1987). Заслуженный деятель науки  Грузинской ССР (1979).

## Биография
Родился 8 сентября 1914 года в Тбилиси.
С 1932 по 1936 год обучался в Грузинском государственном политехническом институте имени В. И. Ленина. С 1936 по 1938 год обучался в аспирантуре этого института. 
С 1938 по 1945 год на научно-исследовательской работе в Тбилисском радиоэлектронном институте в качестве научного сотрудника. С 1947 по 1959 год на научной работе в Институте энергетики АН Грузинской ССР в качестве  заведующего кафедрой теплотехники. С 1959 по 1965 год на научной работе в  
Институте океана и горения в должности заведующего отделом. 
С 1965 по 1970 год на научной работе в Институте теплофизики АН Грузинской ССР в качестве руководителя отделом стабильных изотопов. С 1965 по 1983 год одновременно на педагогической работе в  Грузинском государственном политехническом институте имени В. И. Ленина в качестве профессора кафедры теоретической и общей теплотехники и на научной работе в Сухумском физико-техническом институте в качестве старшего научного сотрудника. 
С 1983 по 1987 год — академик-секретарь Отделения прикладной механики и процессов управления АН Грузинской ССР. С 1987 по 1995 год — советник президента Национальной академии наук Грузии по системе управления

### Научно-педагогическая деятельность и вклад в науку
Основная научно-педагогическая деятельность В. И. Гомелаури была связана с вопросами в области теплофизики и энергетики, занимался исследованиями в области использования атомных, гидравлических, энергетических, промышленных и  коммунальных электростанций, системы электроснабжения и теплонасосных систем. 
В 1938 году защитил кандидатскую диссертацию, в 1964 году защитил докторскую диссертацию на соискание учёной степени доктор технических наук по теме: «Линейные разрывные граничные задачи теории функций, сингулярные интегральные уравнения и некоторые их приложения». В 1965 году ВАК СССР ему было присвоено учёное звание профессор. В 1967 году был избран член-корреспондентом, а в 1979 году — действительным членом  АН Грузинской ССР.  В. И. Гомелаури было написано более ста научных работ, в том числе монографий.

## Основные труды
- О параллельной работе маломощной паровой турбины с кустом гидростанций [Текст] / Инж. В. И. Гомелаури. - Тбилиси : 1944. - 24 с. (Всесоюз. науч. инж.-техн. о-во энергетики и электросвязи. Груз. отд. (Груз. отд. ВНИТОЭ); № 7).
- Введение в прикладную теорию теплопередачи / Груз. политехн. ин-т им. В. И. Ленина. - Тбилиси: 1974. - 347 с.
- О роли атомных электростанций в развитии энергетики Грузинской ССР: (Материал к плану развития нар. хоз-ва ГССР на 1976-1980 гг.) / АН ГССР. - Тбилиси : Мецниереба, 1975. - 98 с[4]

## Звания
- Заслуженный деятель науки  Грузинской ССР (1979)[3][2]